# Rosenrot (singolo)
Rosenrot è un singolo del gruppo musicale tedesco Rammstein, pubblicato il 16 dicembre 2005 come secondo estratto dall'album omonimo.

## Descrizione
Il testo del brano è ispirato a un poema di Johann Wolfgang von Goethe, Heidenröslein. Il brano nacque da un giro di basso del cantante Till Lindemann.

## Video musicale
Il video è stato girato a Măgura (Romania) e ritrae la band come monaci itineranti giunti in un piccolo villaggio. La storia principale del video mostra uno dei monaci (interpretato da Lindemann) che si innamora di una delle ragazze locali (interpretata dall'allora modella Cătălina Lavric), che incontra durante una festa. Su sua richiesta, entra in casa sua e uccide i suoi genitori. Mentre esce di casa, la ragazza gli sorride brevemente prima di allarmare gli abitanti del villaggio, che lo catturano e lo bruciano sul rogo. Queste scene sono intercalate con i monaci, interpretati da tutti i membri della band, impegnati nell'autoflagellazione come atto di contrizione. Alla fine, i restanti cinque monaci lasciano il villaggio. 

## Tracce
CD
1. Rosenrot (Single Edit) – 3:47
2. Rosenrot (Northern Lite Remix by Northern Lite) – 4:45

CD maxi
1. Rosenrot (Single Edit) – 3:48
2. Rosenrot (The Tweaker Remix by Chris Vrenna) – 4:34
3. Rosenrot (Northern Lite Remix by Northern Lite) – 4:46
4. Rosenrot (3AM at Cosey Remix by Jagz Kooner) – 4:50

## Formazione
Gruppo
- Christoph Doom Schneider – batteria
- Doktor Christian Lorenz – tastiera
- Till Lindemann – voce
- Paul Landers – chitarra
- Richard Z. Kruspe – chitarra
- Oliver Riedel – basso

Altri musicisti
- Florian Ammon – programmazione Logic e Pro Tools

Produzione
- Jacob Hellner – produzione
- Rammstein – produzione
- Ulf Kruckenberg – ingegneria del suono
- Stefan Glaumann – missaggio
- Howie Weinberg – mastering